# Pas de Deux (banda)
Pas de Deux (Walter Verdin, Dett Peyskens e Hilde Van Roy) foi uma banda belga, mais conhecido por sua participação no Festival Eurovisão da Canção 1983, e da controversa em torno da seleção como representantes belga daquele ano. A banda foi formada por Walter Verdin em Lovaina em 1982.

## Discografia
Singles
- 1982: "The Lonely Guys"
- 1983: "Rendez-vous"
- 1983: "Manimeme"

Mini álbum
- 1983: Des Tailles